# Оберг, Карл
Карл Альбрехт Оберг (нем. Karl Albrecht Oberg, 27 января 1897, Гамбург — 3 июня 1965, Фленсбург, ФРГ) — высший руководитель СС и полиции во Франции, обергруппенфюрер СС и генерал полиции (1 августа 1944) и генерал войск СС (10 марта 1945).

## Биография

### Ранние годы. Первая мировая война
Сын врача, профессора медицины.
Участник Первой мировой войны, лейтенант, был награждён Железным крестом 1-го и 2-го класса. После войны стал членом Фрайкора, познакомился здесь с Карлом Штюльпнагелем. Участник Капповского путча.
Был управляющим делами организации Георга Эшериха «Народное ополчение». Впоследствии работал на бумажной и дрожжевой фабриках. В 1926—1929 гг. сотрудник компании по продаже экзотических фруктов «Вест-Индийское общество по продаже бананов», в 1929—1930 гг. концессионер в похожей фирме «Баньяк». В начале 1930-х гг. держал в Гамбурге табачную лавку.

### Деятельность в нацистской Германии
1 августа 1931 года вступил в НСДАП (членский билет № 575 205). 7 апреля 1932 г. вступил в СС (№ 36 075) и переехал в Мюнхен. С 1933 г. начальник штаба Гейдриха в СД, шеф главного управления СД в Мюнхене. Участник Ночи длинных ножей. В ноябре 1935-декабре 1938 гг. командовал 22-м полком СС в Мекленбурге, затем 4-м абшнитом СС в Ганновере. В январе 1939-апреле 1941 гг. начальник полиции Цвиккау, в апреле-августе 1941 гг. начальник полиции Бремена.
С 8 августа по 13 октября 1941 гг. высший руководитель СС и полиции в Радоме, затем с 13 октября 1941 по 12 мая 1942 г. начальник СС и полиции в Радомском районе. Руководил депортациями евреев и поляков. С мая 1942 г. высший руководитель СС и полиции в Бельгии и Северной Франции, эмиссар Гиммлера в оккупированной Франции. Руководил проведением карательных акций против мирного населения, участников Сопротивления. В январе 1943 г. руководил разрушением старого города в Марселе. По приказу Оберга в ноябре 1944 г. был уничтожен город Сен-Дье.
В ходе Заговора 20 июля был арестован, после провала заговора освобождён. В декабре 1944 г. после освобождения Франции войсками союзников, был переведён на командный пост в группе армий «Висла», которой командовал Гиммлер.

### После войны
После капитуляции Германии скрывался в сельской местности в Тироле под именем Альбрехта Хайнце. В июле 1945 г. арестован американцами. 11 июля 1946 г. приговорён британским военным трибуналом в Вуппертале за расстрелы британских парашютистов к смертной казни, однако затем передан французским властям. 9 октября 1954 г. приговорён в Париже к смертной казни за военные преступления. Смертная казнь в 1958 г. была заменена пожизненным заключением, в 1959 г. срок сокращён до 20 лет, а 28 ноября 1962 года Оберг был освобождён.

## Награды
- Железный крест, 1-го класса (1914)
- Железный крест, 2-го класса (1914)
- Почётный крест ветерана войны
- Шеврон старого бойца
- Крест военных заслуг 1-й степени с мечами
- Крест военных заслуг 2-й степени с мечами
- Кольцо «Мёртвая голова»
- Почетная сабля рейхсфюрера СС